# Đus (film)
Đus je američka krimi drama  iz 1992. godine u režiji Ernesta R. Dikersona. Film se dotiče života četvorice crnih mladića koji odrastaju u Harlemu, prateći svakodnevne aktivnosti, njihovu borbu sa policijskim maltretiranjem, rivalske bande u komšiluku i njihove porodice. Film, scenario i režija je debi Dikersona. Film je snimljen u Njujorku, uglavnom u oblasti Harlem, 1991. godine.